# Galinagues
Galinagues es una pequeña localidad  y comuna francesa, situada en el departamento del Aude en la región de Languedoc-Roussillon.
A sus habitantes se les conoce en idioma francés por el gentilicio Galinagois.

## Demografía
| 27 | 42 | 26 | 31 | 28 | 41 |
| Para los censos de 1962 a 1999 la población legal corresponde a la población sin duplicidades (Fuente: INSEE [Consultar]) |    |    |    |    |    |